# 1238 هـ
1238 هـ هي سنة في التقويم الهجري امتدت مقابلةً في التقويم الميلادي بين سنتي 1822 و1823.

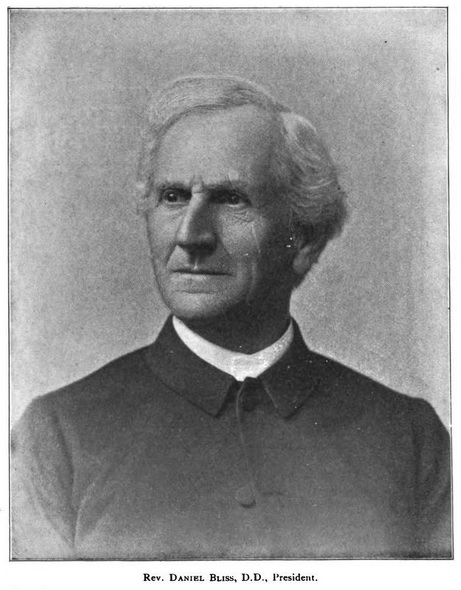
دانيال بلس

## أحداث
- السعوديون يستسلمون لقوات حسين بك وتركي بن عبد الله بن محمد بن سعود يهرب.

## مواليد
- محمد باكثير
- الحسن بن محمد الغسال
- دانيال بلس
- داوري الشيرازي
- شارل دفريمري
- محمد القزاح
- مدحت باشا

## وفيات
- أبو راس الناصري الجزائري
- اشنورر
- صبا الكاشاني
- محمد غوث بن ناصر